# دينيس أوليفيرا دي سوزا
دينيس أوليفيرا دي سوزا (بالبرتغالية: Denis Oliveira de Souza‏) هو لاعب كرة قدم برازيلي في مركز ظهير ‏، ولد في 21 سبتمبر 1983 في إباتينجا في البرازيل. لعب مع نادي أفاي لكرة القدم ونادي باهيا ونادي بونتي بريتا ونادي سانتوس ونادي كورينثيانز ونادي ناوتيكو.